# Соловйов Дмитро Ігорович
Дмитро Ігорович Соловйов  — молодший сержант Збройних сил України, учасник російсько-української війни, що відзначився під час російського вторгнення в Україну в 2022 році.

## Життєпис
Дмитро Соловйов народився 1995 року в місті Сєверодонецьк на Луганщині. Після закінчення дев'яти класів загальноосвітньої школи в рідному місті навчався в Луганському обласному ліцеї з посиленою військово-фізичною підготовкою. 2015 року заключив контракт на проходження військової служби у складі Збройних Сил України, був учасником антитерористичної операції на сході України. Згодом повернувся до мирного життя. З початком повномасштабного російського вторгнення в Україну був призваний по мобілізації та перебував на передовій. Служив навідником-оператором розвідувального відділення окремої аеромобільної бригади. Загинув Дмитро Соловйов 1 листопада 2022 року під час артилерійського обстрілу на Луганщині. Поховали військовослужбовця у Черкасах.